# Nguyễn Anh Tuấn (nhà báo)
Nguyễn Anh Tuấn (sinh ngày 23 tháng 9 năm 1962) là một kỹ sư, nhà báo Việt Nam, quê ở Phổ Thuận, Đức Phổ, Quảng Ngãi. Ông được biết đến rộng rãi ở Việt Nam với vai trò là tổng biên tập đầu tiên của báo điện tử VietNamNet. Ngày 1/4/2011, ông Tuấn chính thức thôi chức Tổng Biên tập của báo VietnamNet.

## Sự nghiệp
Trước khi tham gia ngành bưu điện, ông Nguyễn Anh Tuấn từng là giảng viên của Trường Đại học Đà Lạt. Trong giai đoạn 1994-1997, ông làm việc tại Trung tâm Teltic, thuộc Bưu điện tỉnh Khánh Hòa. Trong thời gian này, ông thành lập VietNet, mạng thông tin dịch vụ công cụ đầu tiên dựa trên Internet ở Việt Nam.
Tháng 5 năm 1997, ông ra Hà Nội giữ chức phó giám đốc Công ty Điện toán và Truyền số liệu VDC (thuộc Tập đoàn Bưu chính Viễn thông Việt Nam - VNPT).
Năm 2004 tham dự chương trình Advanced Management Program của Harvard Business School và sau đó dành bốn tháng làm nghiên cứu về báo chí tại Shorenstein Center đều của Đại học Harvard.
Ông được bổ nhiệm chức vụ giám đốc Công ty Phát triển phần mềm (VASC) sau này được đổi tên thành Công ty Phần mềm và Truyền thông kiêm tổng biên tập báo điện tử VietNamNet trong hơn mười năm. Hiện báo Điện tử Vietnamnet đã tách ra khỏi Công ty Phần mềm và truyền thông và chuyển về Bộ Thông tin Truyền thông.
Ông trước là tổng biên tập tạp chí công nghệ thông tin truyền thông viễn thông eChíp trước thuộc Công ty Phát triển phần mềm VASC, nay thuộc Báo Điện tử VietnamNet.
Ông là trưởng ban tổ chức bình chọn danh sách 500 doanh nghiệp lớn nhất (VNR 500) do báo điện tử VietNamNet kết hợp với Công ty Cổ phần Báo cáo đánh giá Việt Nam (Vietnam Report) công bố bảng xếp hạng Top 500 doanh nghiệp lớn nhất Việt Nam (VNR500) theo mô hình của Fortune 500, bắt đầu từ năm 2007.
Ngày 20 tháng 3 năm 2008, ông có đơn xin nghỉ việc tại với lý do "muốn dành thời gian cho cuộc sống bản thân và gia đình", nhưng đến khi VietNamNet được bàn giao từ Tập đoàn Bưu chính Viễn thông về Bộ Thông tin và Truyền thông, ông vẫn là Tổng biên tập VietNamNet.
Ngày 2 tháng 3 năm 2011, một lần nữa ông nộp đơn xin thôi việc. Cùng ngày, ông đã đắc cử chức phó chủ tịch Hội Truyền thông số Việt Nam (VDT Association).
Sau khi rời Vietnamnet, ông có làm cán bộ nghiên cứu ngắn hạn (nửa tháng) tại Đại học California. Ông Tuấn hiện làm nhân viên nghiên cứu (associate) tại Shorenstein Center on the Press, Politics, and Public Policy, đại học Harvard.
Là người khởi xướng và Tổ chức Hoà nhạc Điều Còn Mãi vào lúc 2 giờ chiều ngày quốc khánh 2/9 hàng năm ở Nhà hát Lớn Hà nội.
Là Người khởi xướng và tổ chức Hoà nhạc Hoà Giải hàng năm bắt đầu từ Hà Nội 4/2010 và sau đó tổ chức hàng năm ở Boston, năm 2017 được Chương trình Giáo dục Công dân toàn cầu của UNESCO và Đại học UCLA ghi nhận và đồng tổ chức như là Hoà nhạc hoà giải cho công dân toàn cầu.
Là Thành viên Hội đồng Cố vấn Toàn cầu Trường Kinh doanh Harvard từ năm 2008
Cùng với Thống đốc Michael Dukakis và các giáo sư Harvard Thomas Patterson, John Quelch, sáng lập Diễn đàn Toàn cầu Boston từ 12/2012 (Thống đốc Michael Dukakis là Chủ tịch Diễn đàn Toàn cầu Boston), Nguyễn Anh Tuấn là Giám đốc Diễn đàn Toàn cầu Boston.
Cùng với Thống đốc Michael Dukakis (Thống đốc Michael Dukakis, đại diện cho Đảng Dân chủ tranh cử với George Bush năm 1988, là Chủ tịch Viện Michael Dukakis) sáng lập Viện Michael Dukakis Về Lãnh đạo Và Sáng Tạo vào 9/2017, và làm Giám đốc Viện Michael Dukakis. Viện Michael Dukakis tập trung vào các vấn đề về An ninh Mạng và Trí Tuệ Nhân Tạo
Khởi xướng sáng kiến Ngày Toàn Cầu về Hoà Bình và An Ninh Mạng 12/12 hàng năm. Sáng lập và là Phó Tổng biên tập Tạp chí Global Commons Review của Đại học UCLA.
Năm 2015, khởi xướng và là tác giả Bộ Chuẩn Mực Đạo Đức và Quy Tắc Ứng Xử Vì Hoà Bình Và An Ninh Mạng (ECCC), cùng với các đồng tác giả Thống đốc Michael Dukakis, giáo sư Thomas Patterson (Đại học Harvard), giáo sư John Quelch (Đại học Harvard), giáo sư John Savage (Đại học Brown), giáo sư Carlos Tores (Đại học UCLA).
Từ tháng 7/2015 là Chủ tịch Ủy ban Cố vấn Quóc Tế, Chương Trình Giáo dục Công dân Toàn cầu của UNESCO và Đại học California Los Angeles UCLA.
Tháng 9/2016 đồng sáng lập và là Tổng biên tập Mạng Giáo dục Công dân Toàn cầu (GCEN), đây sự hợp tác giữa Diễn đàn Toàn cầu Boston với Chương trình Giáo dục Công dân Toàn cầu UNESCO và Đại học UCLA.
Từ tháng 10/2016 đưa Chương trình Giáo dục Công dân Toàn cầu đến Việt Nam.
Khởi xướng Sáng kiến Ngày Hoà Giải Thế giới 9/9 hàng năm.
Là tác giả của Global Leader Scorecard  và Global Citizenship Scorecard cho Chương Trình Giáo dục Công dân Toàn cầu.
Là người khởi xướng Sáng Kiến của diễn Đàn Toàn Cầu Boston cho Hội nghị Thượng Đỉnh G7 hàng năm.

## Gia đình
Ông có gia đình và hai con gái

## Thành tích
- Giai đoạn 1994-1997: Trong quá trình công tác tại Bưu điện Khánh hòa, ông đã xây dựng Trung tâm Tin học Teltic trở thành một trung tâm tin học mạnh của tỉnh Khánh Hoà[3]. Ông đã được tổng cục trưởng Tổng cục Bưu điện tặng thưởng bốn bằng khen (1996-1999); * Tháng 1 năm 1996 hoàn thành và đưa mạng Vietnet vào phục vụ khách hàng trong cả nước (mạng thông tin máy tính cung cấp dịch vụ công cộng đầu tiên của Việt Nam được xây dựng trên cơ sở công nghệ Internet).[3] Năm 1996, ông được bầu chọn là một trong mười gương mặt trẻ tiêu biểu toàn quốc.[3] UBND tỉnh Khánh Hoà và Công đoàn Bưu điện Việt Nam tặng thưởng bằng khen; được Tổng Liên đoàn Lao động Việt Nam tặng thưởng ba bằng khen Lao động Sáng tạo; được Trung ương Đoàn Thanh niên Cộng sản Hồ Chí Minh tặng thưởng Huy chương Tuổi trẻ Lao động Sáng tạo; Được thủ tướng Chính phủ Việt Nam tặng thưởng bằng khen về thành tích giai đoạn 1996-1998; Chiến sĩ Thi đua ngành Bưu điện giai đoạn: 1994-1995, 1996-1998;
- Giai đoạn quản lý công ty VASC: Khi ở cương vị là phó giám đốc Công ty Điện toán và Truyền số liệu (tháng 5 năm 1997 đến tháng 5 năm 2000), ông đã tổ chức nghiên cứu và triển khai trung tâm VASC, đề xuất giải pháp khắc phục khả năng sự cố máy tính năm 2000 (Y2K) đầu tiên ở Việt Nam, giải pháp đã áp dụng tốt cho hàng trăm ngàn máy tính cá nhân và các ứng dụng khác.[3] Công ty VASC đã thiết kế xây dựng phần mềm có giá trị và đã được xuất khẩu sang Mỹ; xây dựng phần mềm website www.vnn.vn, với nhiều dịch vụ và thông tin phong phú lượng truy cập 40 triệu lượt/tháng.[3] Ngày 15 tháng 8 năm 2000 ông đã được thủ tướng Chính phủ Việt Nam tặng thưởng danh hiệu Chiến sĩ Thi đua toàn quốc thời kỳ Đổi mới theo quyết định số 745/QĐ-TTg;[3]
- Giai đoạn làm Tổng biên tập Báo VietnamNet: Ông đã tổ chức giải thưởng "Việt Nam tốt nhất" 2007, một bình chọn kinh tế nổi bật của năm 2007.[11] Trong thời gian ông làm tổng biên tập VietNamNet, báo đã được bộ trưởng Bộ Thông tin và Truyền thông Lê Doãn Hợp khen đã tạo ra được một thương hiệu thực sự mạnh ở trong nước, quốc tế và đã đi đúng hướng;[12]. Sau hơn mười năm, ông và đội ngũ phóng viên báo đã gây dựng VietNamNet trở thành một trong những tờ báo điện tử Việt Nam có lượng người truy cập lớn nhất hiện nay.

## Nghề báo
Trong cuộc phỏng vấn dành cho BBC Việt ngữ ngày 27 tháng 3 năm 2008, sau khi xin nghỉ việc, ông bày tỏ lòng tự hào vì đã hoàn thành nhiệm vụ vì tự thấy sự đóng góp cho báo chí là đủ và đã đến là lúc cần dành nhiều thời gian hơn nữa cho gia đình và bản thân. Ông cũng bày tỏ quan điểm lựa chọn khi làm báo:
"Lề đường của tôi chính là bạn đọc, là nhân dân và những người kỳ vọng và đặt niềm tin vào mình."
Ông đã gặp phải một số sự cố khi làm nghề báo:
- Trong lúc xuất ngoại qua Bắc Mỹ vào năm 2005 để đưa tin về chuyến thăm của thủ tướng Việt Nam và ông đã bị những người biểu tình quây "đánh" ngay trước cửa Nhà Trắng bằng cán cờ và khi ông bỏ chạy, họ đã đá vào túi đồ nghề nhà báo của ông.[14]
- Nhận xét về những người biểu tình chống đối Chính phủ Việt Nam, ông nói: "Tôi thì tôi thực sự nhìn thấy những người đó thấy cũng thương thương họ bởi vì họ cũng nhếch nhác, không phải là những người thể hiện một cái gì đó đẳng cấp hay trình độ hoặc là một cái năng lực nào đó. Tôi nhìn thấy họ nói năng rồi là họ gào thét rồi là ăn mặc rồi là cách hành xử thì tôi thấy tôi cảm giác đó là những người có vẻ là những người thuộc tầng lớp thấp của xã hội hay sao ấy. Tôi cảm giác như vậy. Tôi thực sự thấy thương họ nhiều hơn."[14]
- Nguyễn Anh Tuấn cũng chịu trách nhiệm liên đới, trong vụ việc VietNamNet cho đăng bài báo "Sức mạnh đồng thuận Việt Nam: Nhìn từ Hoàng Sa -Trường Sa" (được đăng lên hôm 10/12/2007)[15], nhắc đến các cuộc biểu tình phản đối Trung Quốc tại Hà Nội và Thành phố Hồ Chí Minh ngày 9 tháng 12 năm 2007, ngay từ lúc đó BBC đã đưa tin là có tin đồn ông có thể sẽ bị bãi chức tổng biên tập;[15] Khi ông đi công tác ở Mỹ thì ở nhà báo đăng bài gây sóng gió làm ông liên đới chịu trách nhiệm.[15]

## Hoạt động khác
Nguyễn Anh Tuấn tham gia nhiều vào hoạt động kinh doanh cá nhân. Nguyễn Anh Tuấn từng là Chủ tịch Hội đồng quản trị của VietNamNet Media Group, (hay Công ty Cổ phần VietNamNet JSC), công ty quản lý của VietnamNet, dù trước đây trên danh nghĩa Vietnamnet trực thuộc VASC. Công ty VietNamNet JSC có nhiều công ty con: Công ty cổ phần Vietnamnet Cộng (VNN Plus), Công ty cổ phần Vietnamnet truyền thông quốc tế (VNN Incom), Công ty cổ phần truyền thông Vietnamnet M5 (VNN M5)) từng phụ trách các mảng kinh doanh của Vietnamnet (ví dụ kinh doanh tin nhắn, quảng cáo...), do đó đa số doanh thu của Vietnamnet thuộc về Vietnamnet JSC và các công ty con.
Ông Tuấn từng là Chủ tịch Hội đồng quản trị, Công ty Cổ phần Đầu tư VietNamNet (Vietnamnet IC) được thành lập sau khi ông rút khỏi Vietnamnet Media Group..
Ông Tuấn từng là Chủ tịch Hội đồng quản trị, Công ty Cổ phần truyền thông VietNamNet, thành lập năm 2009, là công ty cổ phần chuyên về thực hiện các hợp đồng truyền thông cho VietnamNet.
Ông Tuấn thành lập Quỹ Trần Nhân Tông ở Mỹ.